# Luise-Büchner-Preis für Publizistik
Der Luise-Büchner-Preis für Publizistik wird seit 2012 von der Darmstädter Luise-Büchner-Gesellschaft e. V. verliehen. Er ist benannt nach der Frauenrechtlerin und Schriftstellerin Luise Büchner.
Mit dem Preis sollen Autorinnen und Autoren ausgezeichnet werden, die in Artikeln oder Büchern die Ungleichheiten zwischen den Geschlechtern in der Gegenwart aufdecken und Wege zu einer geschlechtsgerechten Gesellschaft aufzeigen. Erste Preisträgerin war die Berliner Publizistin Bascha Mika. Der Preis ist dotiert mit einem Geldbetrag von 3000 Euro, die vom Lions Club Louise Büchner Darmstadt zur Verfügung gestellt werden (Stand 2024); Bestandteil des Preises ist außerdem die Gestaltung einer ganzen Zeitungsseite des Darmstädter Echos.
Über die Vergabe des Preises entscheidet eine mindestens siebenköpfige Jury, die der Vorstand der Gesellschaft beruft. Neben mindestens drei Beauftragten des Vorstandes gehören ihr eine Vertreterin des Lions Club Louise Büchner, des Darmstädter Echo und der Stadt Darmstadt an; daneben mindestens eine weitere publizistisch tätige Person. Die Preisträger vergangener Jahre werden eingeladen, die Jury mit Hinweisen und Vorschlägen zu unterstützen.
Die Verleihung erfolgt im Jahr der Verleihung zeitnah zu Luise Büchners Todestag am 28. November.

## Ausgezeichnete
- 2012: Bascha Mika
- 2013: Julia Voss
- 2014: Lisa Ortgies[1]
- 2015: Barbara Sichtermann
- 2016: Luise F. Pusch
- 2017: Barbara Beuys[2]
- 2018: Julia Korbik[3]
- 2019: Margarete Stokowski[4]
- 2020: nicht verliehen
- 2021: Florence Hervé[5]
- 2022: Jagoda Marinić[6]
- 2023: Eva Weissweiler
- 2024: Nicole Seifert[7]